# Panhard & Levassor Type X8

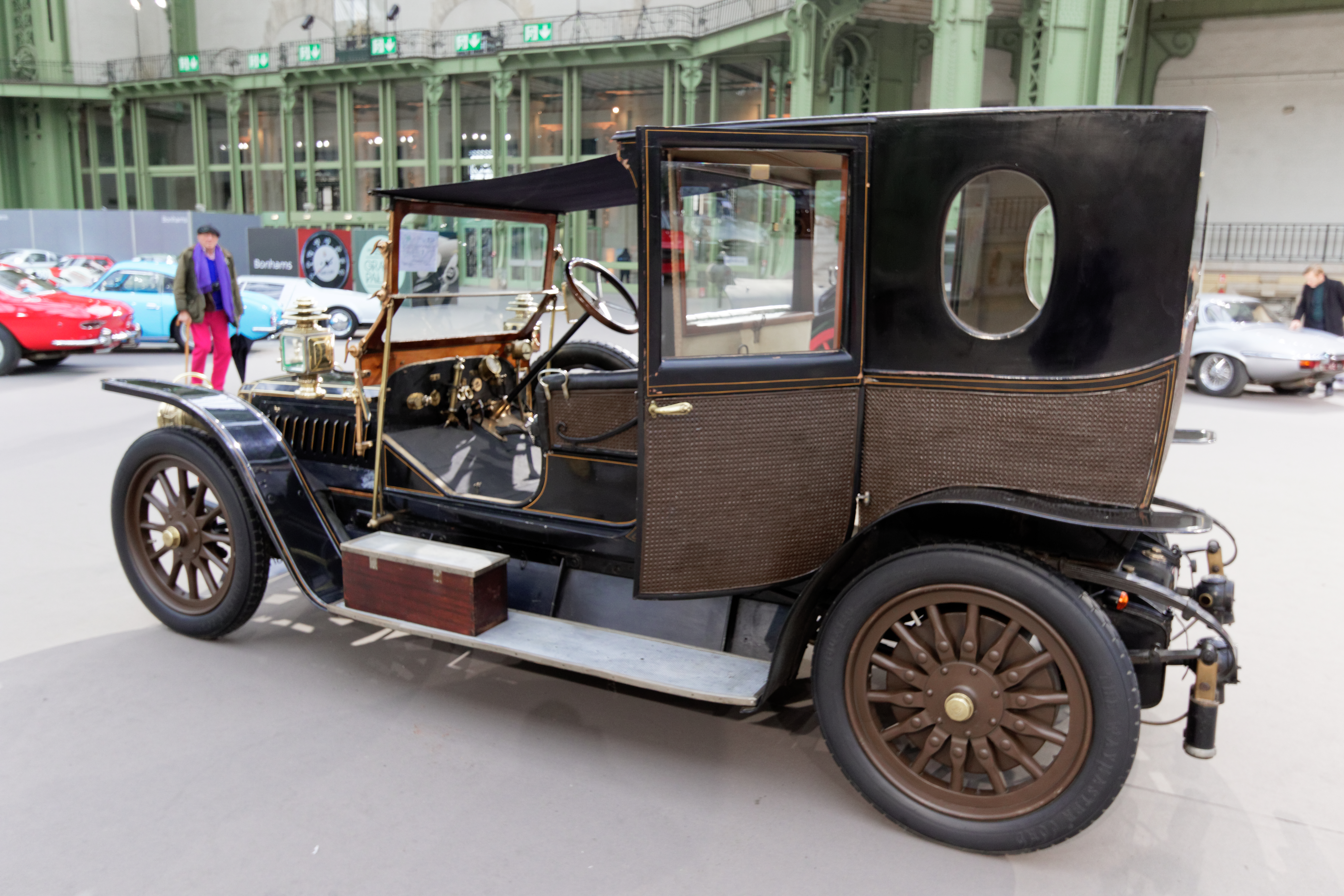
Seitenansicht

Der Panhard & Levassor Type X8 ist ein Pkw-Modell der 1910er Jahre. Hersteller war Panhard & Levassor in Frankreich.

## Beschreibung
Die Fahrzeuge haben einen von Arthur Constantin Krebs entwickelten Ottomotor. Im Motorcode „U6E“ steht das „U“ für den Monoblockmotor und die „6“ für die Anzahl der Zylinder.
Der Sechszylinder-Reihenmotor hat einzeln gegossene Zylinder. Er hat 80 mm Bohrung, 120 mm Hub und 3619 cm³ Hubraum. Er wurde auch 18 CV genannt. Die Leistung des Frontmotors wird über ein Vierganggetriebe und eine Kardanwelle an die Hinterachse übertragen.
Die Karosseriebauformen Limousine und Landaulet sind bekannt.
Ein Vorserienmodell wurde 1910 präsentiert. Im ersten Produktionsjahr 1911 wurden 63 Fahrzeuge gefertigt. Davon gingen 18 in den Export.
Im Laufe des Jahres 1912 folgte der ähnliche Type X15. Dessen Produktionszahlen sind nicht getrennt überliefert. 1912 entstanden 62 Fahrzeuge, davon 7 für den Export, wobei es sowohl Type X8 als auch Type X15 sein können.